# Red svetega Save
Red svetega Save (srbsko Орден Светог Саве, latinizirano: Orden svetog Save) je srbski kraljevi red, ustanovljen leta 1883 v čast svetega Save, prvega nadškofa Srbske pravoslavne cerkve.
Odlikovanja tega reda se sedaj podeljujejo za izjemne prispevke na področju kulture, izobraževanja, umetnosti, znanosti in verskih dejavnosti.

## Zgodovina
Kneževina Srbija je bila 22. februarja/5. marca 1882 razglašena za kraljevino. 23. januarja 1883 je kralj Milan Obrenović podpisal Odlok o sprejetju zakona o odlikovanjih, s katerim sta bili ustanovljeni dve srbski odlikovanji: Red belega orla in Red Svetega Save. Za državni grb Kraljevine Srbije je bil sprejet dvoglavi beli orel z razprostrtimi krili, ki izvira iz Bizantinskega cesarstva in je univerzalni simbol krščanstva. Ta simbol so uporabljali v vladarskih hišah srednjeveške Srbije, cesarji Svetega rimskega cesarstva, carji Rusije in cesarji Avstrije. Glavna razlika med njimi je bila barva ali kovina, iz katere je bil izdelan. Bizantinski orel je bil zlat, srbski srebrn, v drugih cesarstvih pa črn. V času dinastije Obrenović so bile na hrbtni strani reda začetnice kralja Milana. Po atentatu na kralja Milana Obrenovića in majski vstaji (1903) je Srbija postala parlamentarna kraljevina, na čelu z dinastijo Karadžordževič. Kralj Peter I. je nadaljeval podeljevati red na podlagi odloka in v skladu s svojimi pristojnostmi.

Odlikovanja tega reda so bila državna odlikovanja v Kraljevini Srbiji (1883–1918) in Kraljevini Jugoslaviji (1918–1945), od leta 1945 pa so najvišja odlikovanja, ki jih podeljuje  Srbska pravoslavna cerkev. Odlikovanja tega reda podeljuje tudi sedanji vodja rodbine Karadžordževič, Aleksander II. Karađorđević.

## Stopnje odlikovanja
Odlikovanje ima pet stopenj:
- 1. stopnja – Veliki krst (Veliki križ)

- 2. stopnja – Veliki oficir (Veliki častnik) veliki častniški križ

- 3. stopnja – Komandir (Poveljnik) poveljniški križ

- 4. stopnja – Oficir (Častnik) častniški križ

- 5. stopnja – Kavalir (Vitez) viteški križ

Lenta reda se nosi z desnega ramena na levi bok.

## Znani slovenski prejemniki reda
- Ivan Hribar
- Slavica Vencajz
- Franjo Vučer
- Viktor Murnik
- Rudolf Maister